# Brigitte Alepin
Pour les articles homonymes, voir Alepin.
Brigitte Alepin, née en 1966, est une fiscaliste canadienne. Elle est connue pour ses livres, ses documentaires, les conférences TaxCOOP qu’elle a cofondées et ses différentes interventions dans les médias en rapport avec la justice fiscale, ainsi que la fiscalité philanthropique et environnementale.

## Formation
Après un baccalauréat en sciences comptables de l’Université du Québec à Montréal en 1986 où elle fut récipiendaire du prix de l’Excellence, elle a obtenu le titre de comptable professionnelle agréée.
Elle a ensuite obtenu une maîtrise en fiscalité en 1990 à l'Université de Sherbrooke. Récipiendaire de la bourse d’étude du Fonds canadien de recherche, son essai proposait la création du Régime d’Accès à la propriété (RAP).
En 2005, elle a étudié à l’Université Harvard où elle a obtenu un une maîtrise en administration publique (concentration micro-économie) en 2006.

## Réalisations et médias
En 2003, Alepin écrit un livre qui sera un best-seller, Ces riches qui ne paient pas d’impôt.
Les conclusions de son livre ont fait l’objet d’un débat à la Chambre des communes en 2004. Le gouvernement canadien a d'ailleurs ouvert une enquête publique sur les paradis fiscaux et a convoqué Brigitte Alepin au comité des finances publiques à titre d'expert en fiscalité. Elle a été appelée comme témoin expert à plus de 12 reprises devant le Comité permanent de Finance nationales du Sénat du Canada. Elle a aussi témoigné devant La Commission des lois de l'Assemblée nationale française.
Brigitte Alepin a été chroniqueuse dans le Journal de Montréal entre 2004 et 2005 (chronique qui fut continuée par Yves Séguin). Elle a dirigé la chronique Fiscalité-PME du CA Magazine de 2007 à 2012.
Elle a travaillé avec Radio-Canada dans le cadre d’enquêtes majeures sur des dossiers d’impôt d’envergure. Ces recherches ont été diffusées les émissions Enjeux et Enquête. Une des émissions Enquête produite par Sovimage fut inspirée de son livre Ces riches qui ne paient pas d’impôts. De 2013 à 2014, Brigitte Alepin a agi comme conseillère spéciale exclusive pour CBC-SRC sur les « grands événements médias » qui relèvent de son expertise. Elle est sollicitée par les politiciens qui souhaitent connaître son opinion sur divers sujets fiscaux et agit également comme témoin-expert sur différents comités de la Chambre des communes et du Sénat canadien,,,,,,.
Lors de ses études à Harvard, Brigitte Alepin a travaillé sur un projet spécial ayant pour objectif d’élaborer un régime fiscal international adapté à la mondialisation du commerce The adaptation of our tax systems to globalization. Ces écrits sont présentement étudiés au niveau international et certaines conclusions furent présentées dans le magazine L'Actualité en avril 2006.
En vue de la Conférence de Copenhague de 2009 sur les changements climatiques de l'Organisation des Nations unies, Brigitte Alepin a reçu le mandat de CPA Canada et d’un regroupement d’entreprises de vérifier comment mieux utiliser la fiscalité pour aider le Canada à prendre le virage vert. Ses conclusions furent présentées à l’international, dans différents médias et aux représentants politiques.
En 2012, le Commissaire à la santé du Québec a confié le mandat à Brigitte Alepin et la firme Raymond Chabot Grant Thornton d’estimer les coûts de santé au Québec en 2030, compte tenu du vieillissement de la population et de l’augmentation des maladies chroniques.
La Commission d'examen sur la fiscalité québécois du Gouvernement du Québec a confié le mandat "Les grandes orientations internationales en matière de fiscalité" à Brigitte Alepin à l'automne 2014.
Le film documentaire Le Prix à payer (The Price We Pay), réalisé par Harold Crooks et produit par InformAction Films, est inspiré du livre La crise fiscale qui vient, écrit par Brigitte Alepin en 2010. Le film, sorti en salles à l’automne 2014, a été sélectionné pour le Forum Hot Docs et par le Festival international du film de Toronto en 2014. En 2016, Brigitte Alepin a gagné un Prix Gémeaux de l'Académie canadienne de Cinéma et Télévision pour la co-scénarisation du film Le Prix à payer .
En 2016, Alepin figure parmi la liste des 50 plus influents fiscalistes du monde, selon le magazine International Tax Review.
Elle a contribué le chapitre « 100 Years of Tax in Canada », publié dans le livre Etat du Québec 2017.
En 2017, Brigitte Alepin a agi comme collaboratrice et conseillère pour la Commission sur les Finances du Québec dans l’élaboration de son « Plan d'action pour assurer l'équité fiscale » du Québec.
En 2017, Brigitte Alepin a agi comme conseillère pour Ministre des Finances du Québec Carlos Leitão afin de mettre en place les nouvelles mesures de taxation pour assurer l'encadrement du commerce électronique et l'équité fiscale envers le commerce traditionnel et local.
En 2018, Brigitte Alepin est co-auteure de l’étude « La fiscalité de la famille : un modèle à redéfinir », en collaboration avec Raymond Chabot Grant Thornton et l’ESG UQAM. Les conclusions de cette étude ont été présentées en 2018 par Brigitte Alepin et l’Ordre des CPA du Québec à la ministre de la Justice du Québec, l’Honorable Sonia Lebel, et durant les consultations publiques lancées par le Gouvernement du Québec dans le cadre de la Réforme du droit de la famille.
En 2019, Brigitte Alepin signe l’étude « Pour une fiscalité environnementale mondiale : de nouveaux outils » présentée avec Louise Otis à la Conférence de Madrid de 2019 sur les changements climatiques de l’Organisation des Nations unies.
En 2021, Madame Alepin a signé le chapitre « Treasury efficiency of the Canadian tax regime for private foundations and their founders » dans le livre The Routledge Handbook of Taxation and Philanthropy.
Brigitte Alepin est l'instigatrice et la cofondatrice des conférences internationales TaxCOOP dans le but de proposer la concurrence fiscale internationale à l’agenda de la réforme fiscale mondiale.
Les conférences TaxCOOP ont été présentées à Montréal en 2015 et 2020 et au sein des organisations internationales durant les années 2016 (Banque Mondiale), 2017 (Nations unies), 2018 (OCED) et 2019 (COP25 à Madrid). TaxCOOP a été classé sur le prestigieux Global tax 50 des personnalités et organisations les plus influents au monde en fiscalité du ''International Tax Review''.
Brigitte Alepin joint l'l'École des sciences de la gestion de l'Université du Québec à Montréal comme professeure en 2017 et l'Université du Québec en Outaouais en 2019.

## Entreprise
Elle est la présidente d'Agora Fiscalité Inc., société qu'elle a fondée en 2007 après son retour d'Harvard. Il s’agit d’une firme boutique « nouveau genre » où les clients peuvent profiter des services habituels de fiscalité mais aussi des services de lobbying fiscal.

## Livres
2004: Ces riches qui ne paient pas d'impôts de Brigitte Alepin
2011: La crise fiscale qui vient de Brigitte Alepin
2012: Bill Gates, Pay Your Fair Share of Taxes... Like We Do de Brigitte Alepin
2017: Winning the Tax Wars, édité par Brigitte Alepin, Louise Otis, Blanca Moreno-Dodson
2021: Coordination and Cooperation: Tax Policy in the 21st Century, co-édité par Brigitte Alepin, Louise Otis, Lyne Latulippe
2024: L'alerte de Brigitte Alepin, Éditions Druide, 2024

## Filmographie

### Comme scénariste
- 2014 : Le Prix à payer (The Price We Pay). Nommé dans le TOP TEN 2014 du Toronto International Film Festival (TIFF) et choisi Meilleur documentaire canadien par le Vancouver Film Critics Circle. Brigitte Alepin a présenté le film Le Prix à payer dans plusieurs festivals et aux organisations internationales dont deux représentations à l’ Organisation de coopération et de développement économiques (Forum 2015 de l’OCDE[2][32] et au 10e anniversaire du Forum mondial sur la transparence et l'échange de renseignements en 2019[33])

### Comme réalisatrice
2020 : Rapide et Dangereuse - Une course fiscale vers l’abîme (Fast & Dangerous race to the bottom)[1] :  Choisi et présenté aux Grands Reportages[2] de ICI RDI et récipiendaire de l’Humanitarian Award de la Best Shorts Competition 2020[3].

## Activités caritatives

### Radio-Dodo
La Radio-Dodo est une idée de Brigitte Alepin. Les émissions en langues française et arabe de la Radio-Dodo sont destinées aux enfants syriens situés en zones de guerre et aux enfants syriens réfugiés de trois à sept ans. La Radio-Dodo a pour mission d'aider les enfants à s'endormir. La Radio-Dodo est diffusée depuis le 1er janvier 2016 et est patronnée par l'UNESCO. En mai 2017, Radio-Dodo a organisé une mission humanitaire à Gaziantep, où l'administratrice, Brigitte Alepin, a donné des jouets et des radios à des enfants syriens.